# Bataille de Hefei (253)
Pour les articles homonymes, voir Bataille de Hefei.
Guerres des Trois Royaumes
Batailles
Yiling/Xiaoting - Campagne contre le Wu - Campagne du Sud - Hefei (231) - Hefei (233) - Expéditions de Zhuge Liang - Hefei (234) - Shiting - Liaodong - Offensive du Wu - Xingshi - Koguryo - Gaoping - Expéditions de Jiang Wei (Didao) - Dongxing - Hefei (253) - Shouchun - Cao Mao - chute du Shu - Zhong Hui - Chute du Wu
La bataille de Hefei (chinois simplifié : 合肥之战 ; chinois traditionnel : 合肥之戰 ; pinyin : Héféi Zhī Zhàn), aussi connue sous le nom de bataille de Hefei Xincheng (chinois simplifié : 合肥新城之战 ; chinois traditionnel : 合肥新城之戰 ; pinyin : Héféi Xīnchéng Zhī Zhàn), oppose le Royaume de Wei et le Royaume de Wu en 253, pendant la période des Trois Royaumes de l'histoire de la Chine. Elle s’achève par une victoire du Wei.

## Situation avant la bataille
En 230, le Wei construit une nouvelle forteresse à Hefei, pour se défendre contre son rival, le royaume de Wu. La forteresse est appelée "Xincheng" (新城), soit littéralement : « Nouvelle Ville/Forteresse ».
En 231 et 233, Sun Quan, le fondateur et premier empereur du royaume de Wu, tente personnellement à deux reprises de s'emparer de cette forteresse. En effet, prendre le contrôle de Xincheng lui permettrait de renforcer les défenses de son royaume, tout en lui ouvrant une voie pour attaquer le cœur du Wei. Cependant, Man Chong, le responsable de la défense de la forteresse, réussit à chaque fois à repousser les assauts des troupes du Wu et déjouer toutes les ruses de Quan.
En 234, Sun Quan lance une ultime attaque en coordination avec le royaume du Shu, dont il est l'allié. L'attaque sur deux fronts se solde par un double échec, qui marque la fin des tentatives de Quan pour s'emparer de cette forteresse.
Le fondateur du Wu meurt le 11 mai 252, après avoir désigné son fils Sun Liang comme héritier et le général Zhuge Ke comme Grand Tuteur du nouvel empereur. Le nouveau règne commence sous de bons auspices, car l'armée du Wu inflige une cuisante défaite au Wei lors de la bataille de Dongxing, qui a lieu durant le 12e mois lunaire de la même année. La popularité de Ke est alors à son zénith : il reçoit le titre de Marquis de Yangdu (陽都侯) et est nommé Gouverneur (牧) des provinces de Jing et Yang.
Sûr de lui, le Grand Tuteur décide de contre-attaquer en lançant une expédition contre le Wei.

## La bataille
Au printemps de l'an 253, Zhuge Ke part de Dongxing (東興) pour retourner à Jianye (建業), la capitale du Wu. Ignorant les conseils de plusieurs fonctionnaires de la Cour, Ke organise son expédition contre le Wei et décide de reproduire le plan de 234, en lançant son attaque en coordination avec Jiang Wei, le général en chef des armées du Shu. Le Shu et le Wu doivent attaquer le Wei sur deux fronts, les deux généraux espérant ainsi que leur ennemi va diviser ses forces et donc être plus facile à vaincre. C'est ainsi que, durant le troisième mois lunaire, Ke prend personnellement le commandement d'une armée forte de 200 000 soldats, puis part vers le Nord. Au cours du quatrième mois, cette armée arrive au sud de la rivière Huai et commence à attaquer la forteresse de Hefei le mois suivant. Les forces de Zhuge Ke assiègent Xincheng et lancent des attaques incessantes contre la forteresse. À cette époque, Xincheng est défendue par Zhang Te et ses subalternes Liu Zheng (劉整) et Zheng Xiang (鄭像). Ils ont sous leurs ordres une garnison qui ne compte que 3 000 soldats dans ses rangs, ce qui ne les empêche pas de tenir tête à l'armée de Zhuge Ke pendant plus d'un mois, tout en infligeant de lourdes pertes aux troupes du Wu.
Au bout d'un certain temps, Zhang Te rencontre Zhuge Ke et lui dit : « Je n'ai plus l'intention de me battre maintenant. Cependant, selon les lois du Wei, si je suis attaqué pendant plus de 100 jours et que les renforts n'arrivent pas, même si je me rends, ma famille sera épargnée de toute punition. Depuis que j'ai commencé à résister à l'ennemi, il s'est écoulé plus de 90 jours. Cette ville avait à l'origine une population de plus de 4 000 personnes, et maintenant plus de la moitié d'entre eux sont morts au combat. Même lorsque la ville va tomber, si quelqu'un ne veut pas se rendre, je vais lui parler et lui expliquer les implications possibles de son choix. Demain matin, je vais envoyer une liste de noms, vous pouvez d'abord prendre mon Tally (en) comme gage de confiance. » Une fois cela dit, Zhang Te jette son tally à Zhuge Ke, mais ce dernier croit son interlocuteur sur parole et ne ramasse pas le tally.
Durant la nuit qui suit cet échange verbal, Zhang Te ordonne à ses hommes de démolir des maisons et des clôtures, puis d'utiliser le bois pour renforcer les parties endommagées des murs de la forteresse. Le lendemain matin, lorsque Zhuge Ke arrive devant les murs de la ville, Zhang Te lance aux troupes du Wu : « Nous nous battrons jusqu'à la mort! », puis refuse fermement de se rendre. Les soldats du Wu, furieux, attaquent la forteresse, sans réussir à passer les murs.
À cette époque de l'année, le temps est extrêmement chaud et les troupes du Wu de plus en plus lasses. C'est alors qu'une épidémie éclate et tue de nombreux soldats de Zhuge Ke, plus de la moitié de l'armée du Wu tombant malade. Zhuge Ke devient de plus en plus impatient et passe sa frustration sur ses subalternes, ce qui diminue encore plus le moral de ses hommes. Il renvoie même son subordonné, Zhu Yi. Finalement, Sima Fu, le Grand Commandant du Wei, finit par arriver sur place à la tête d'une armée de secours forte de 200 000 soldats. En effet, Sima Shi, le régent du Wei, a compris que la principale menace de cette double attaque vient de l'armée du Wu. Il a donc envoyé le gros de ses troupes sur le front de l'est, laissant une petite armée bloquer l'avancée des troupes du Shu. Fu attaque sans délai l'armée du Wu qui, épuisée et démoralisée, est vaincue. Après une telle défaite, Zhuge Ke n'a pas d'autre solution que de se replier lors du septième mois lunaire de la même année, et lever le siège de Xincheng.

## Conséquences
Zhuge Ke se replie entre le 12 août et le 9 septembre 253. Plusieurs des soldats malades et blessés meurent pendant le trajet et beaucoup sont capturés par l'armée de Sima Fu, qui poursuit les vaincus. Selon les chroniques de l'époque, Ke ne se serait absolument pas préoccupé de leur sort.
Une fois arrivé à Xunyang, Zhuge Ke s'arrête et se prépare pour installer sur place un tuntian, c'est-à-dire une colonie agricole où ses soldats seraient utilisés pour cultiver les terres agricoles et dont les récoltes serviraient à nourrir l'armée lors de l'expédition suivante.
Les choses ne se déroulent pas comme Ke l'avait prévu, car l'empereur Sun Liang envoie plusieurs édits lui ordonnant de retourner à la capitale avec son armée. Lentement, Zhuge Ke renvoie ses soldats chez eux et le récit du déroulement de la bataille se répand à travers tout le royaume. Après cela, l'opinion populaire se retourne brusquement contre Ke, le ressentiment des veuves, orphelins et mutilés effaçant toute la popularité qu'il avait gagnée avec ses victoires et ses réformes économiques de 252.
Peu après, Sun Jun, un lointain cousin de Sun Liang, réussit à devenir membre de la Cour et, utilisant à son avantage l'échec militaire de Ke, il parvient à faire destituer le Grand Tuteur. Jun devient le nouveau Grand Tuteur et organise le meurtre de Zhuge Ke pour éviter qu'il ne reviennent au pouvoir.
15 ans plus tard, le Wu lance un ultime assaut contre Hefei, lorsque Sun Hao, le quatrième empereur du Wu, envoie le général Ding Feng attaquer la forteresse en 268. Cependant, cette attaque tourne rapidement court, car il n'y a aucun engagement militaire et elle prend fin après que Feng a échangé quelques lettres avec Shi Bao, le général envoyé par Sima Yan pour défendre Hefei.
Cet échec marque également la fin des attaques conjointes du Shu et du Wu contre le Wei, ce qui permet aux membres du clan Sima, les dirigeants de fait du royaume, de se concentrer sur les affaires intérieures du Wei et de préparer le renversement du clan Cao, dont les membres ne sont plus que des empereurs fantoches privés de tout pouvoir réel.